# Dasineura rapunculi
Dasineura rapunculi är en tvåvingeart som först beskrevs av Jean-Jacques Kieffer 1906.  Dasineura rapunculi ingår i släktet Dasineura och familjen gallmyggor.
Artens utbredningsområde är Tyskland. Inga underarter finns listade i Catalogue of Life.